# ヤフドゥン・リム

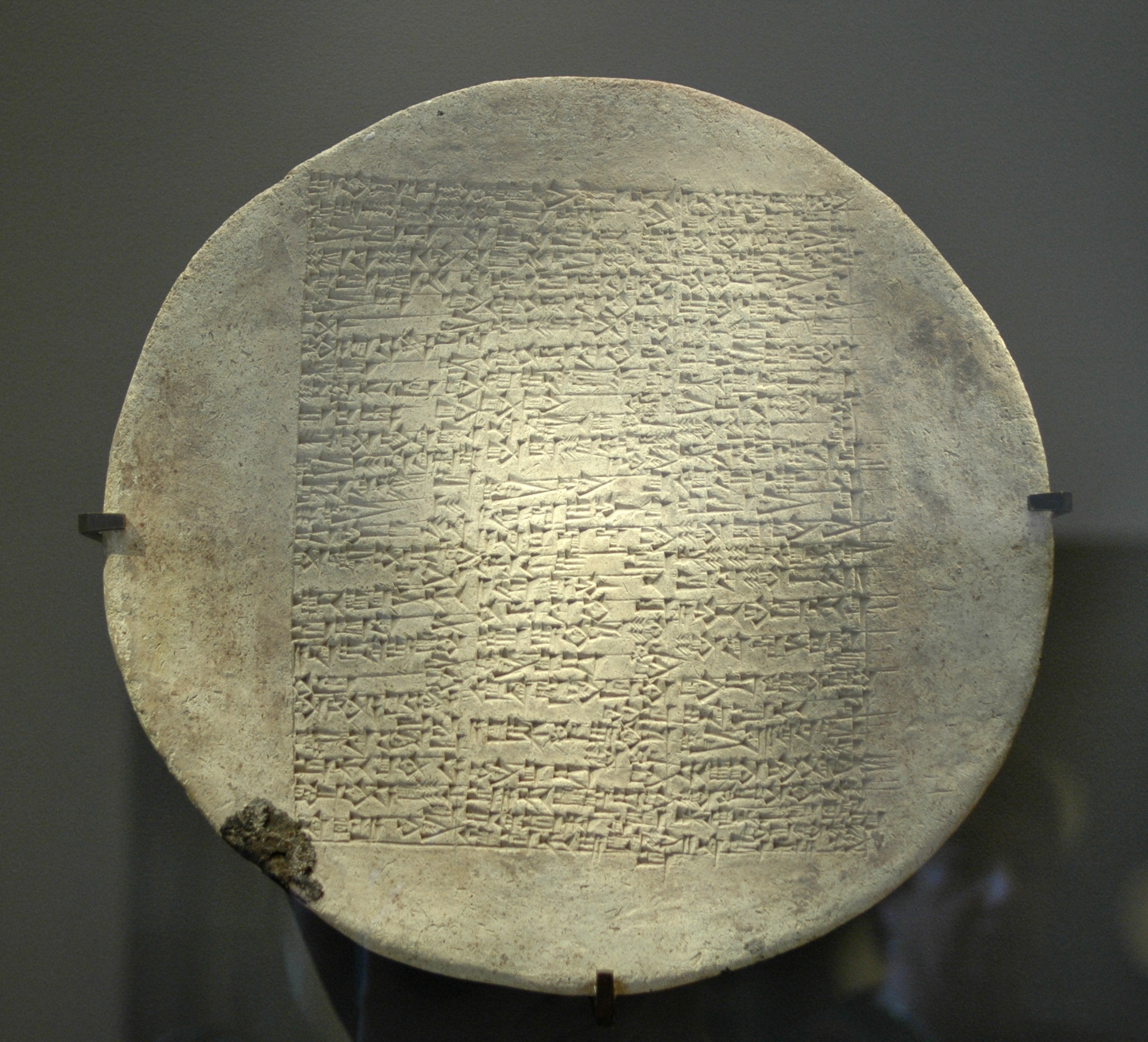
ヤフドゥン・リム

ヤフドゥン・リム(Iakhdun lim、生没年不詳）は、紀元前1800年頃のアムル系のマリ王。アッシリアの王シャムシ・アダド1世と争ったがクーデターによって王位を奪われた。

## 来歴
マリ王ヤギド・リムの息子として生まれた。父の死後王位を継承した彼は、侵入してきたカナン人を撃退し、地中海方面に遠征を行って領土を拡大し、太陽神シャマシュの神殿を築くなどしてマリを有力国の一つに仕立て上げた。
同じ頃に急激に勢力を拡大していたアッシリアのシャムシ・アダド1世とは激しく対立し、これと戦った。一時エカラトゥムに迫るなど優位に戦いを進めたが、その後形成は逆転した。戦況が不利になると、配下であったスム・ヤマムがクーデターを起こし、ヤフドゥン・リムは暗殺され、息子のジムリ・リムはアレッポへと亡命を余儀なくされ王位を奪われた。しかし、その混乱に乗じてシャムシ・アダド1世はマリを攻撃し間もなくマリは完全占領された。その後マリはシャムシ・アダド1世が死ぬまでその息子ヤスマフ・アダドによって統治されることになる。